# Cocktailglas
Et cocktailglas eller martiniglas er et glas for servering af cocktails, som eksempelvis dry martini.
Glasset har en kegleformet skål, en lang stamme og en relativ flad fod. Den lange stilk forhindrer opvarmning af afkølede cocktails, der i modsætning til long drinks ofte serveres uden is.